# 세노오 기로
세노오 기로(일본어: 妹尾 義郎: 1889년 12월 16일-1961년 8월 4일)는 일본의 불교운동가다. 히로시마현 히바군 토죠정 출신. “사유 없는 공동사회”를 제창, 불교의 입장에서 자본주의를 비판했다.
그 집안은 술도가를 운영했고, 원래 밥화신자는 아니었다. 하지만 폐병 등을 앓으면서 1고를 휴학하던 중 인연이 생긴 두부 상인이 열성 법화신도여서, 그의 권유로 법화경을 읽게 되었다. 1918년 혼다 닛쇼가 주재하는 법화단체 통일단(統一団)에 참여했다. 이듬해인 1919년 통일단의 청년신자들을 중심으로 대일본일련주의청년단(大日本日蓮主義青年団)을 조직, 기관지를 발행하고 순회강연을 다니는 등 정력적으로 활동했다. 청년단 활동을 하면서 자연스레 소작쟁의와 노동쟁의에 관계하게 되어, 사회변혁의 필요성을 인식하게 되었다.
일련주의청년단은 1931년 세노오의 주도 하에 발전적 해산하고 초종파적인 신흥불교청년동맹(신흥불청)으로 거듭났다. 4월 5일 열린 결성대회에서 세노오는 동맹의 초대 위원장으로 선출되었다. 신흥불청은 그 강령에서 “석가의 찬앙과 불국토 건설,” “기성종단의 배격,” “자본주의 경제조직의 혁정(革正)과 당래사회의 실현” 등을 내걸고 노동운동, 소비조합운동, 반전운동, 반파쇼운동에 참여했다. 그러다 1936년 2월 세노오는 특별고등경찰에게 검거되었고, 1개월 후 석방되었으나 동년 12월 재검거, 치안유지법 위반으로 실형을 선고받고 1940년 12월 투옥되었다.
전후에는 불교사회동맹(仏教社会同盟) 위원장, 평화추진국민회의(平和推進国民会議) 의장, 일중우호협회 동경도련회장 등을 지냈다. 1959년 일본공산당에 입당했다. 1961년 8월 나가노현의 자택에서 죽었다.

## 같이 보기
- 불교 사회주의
- 마르크스주의와 종교

## 참고 자료
- 『仏陀を背負いて街頭へ　-妹尾義郎と新興仏教青年同盟-』稲垣真美著、岩波新書、1974